# فرانكلين إلمر ألسويرث هاميلتون
فرانكلين إلمر ألسويرث هاميلتون (بالإنجليزية: Franklin Elmer Ellsworth Hamilton)‏ هو مؤرخ وقسيس أمريكي، ولد في 9 أغسطس 1866، وتوفي في 4 مايو 1918.